# Humniště
Humniště (někdy též označované novodobým názvem Martinice) je zaniklá středověká vesnice s tvrzí, která stávala asi deset kilometrů západně od Slaného, v místech nynějšího zemědělského dvora Martinice na katastru obce Drnek v okrese Kladno. Vesnice se rozkládala zhruba dva a čtvrt kilometru severozápadně od nynějšího Drnku na planině poblíž novodobé silnice Drnek–Mšec, zhruba ve východní části areálu Martinic. Tvrz pak stávala při jejím východním okraji, na samém výběžku ostrožny. Dnes ze vsi nezbylo nic, dochovaly se jen stopy tvrziště.

## Historie
Historické zmínky o Humništi jsou velmi sporé, nejstarší pochází z roku 1416, kdy Slavata z Humniště a Radýciny ves s tvrzí, hospodářským dvorem, pozemky a vším příslušenstvím prodal bratrům Janovi a Petrovi ze Studeněvsi. K roku 1548, kdy Studeněves koupil Volf Bořita z Martinic, se ve výčtu studeněveského panství jmenuje tvrz Humniště už jako pustá. Kdy a za jakých okolností zanikla celá ves, není blíže známo. V roce 1598 prodala Volfova vnučka Eliška Zajícová z Martinic les Humniště Floriánu Gothardu Žďárskému, pánu na Jenči a Červeném Újezdě. Ten přivtělil humnišťské pozemky k malíkovickému panství a toto již následujícího roku odprodal zpět do martinických rukou, poručnicím tehdy nezletilého Jaroslava Bořity z Martinic. Od té doby bylo Humniště součástí smečenského panství.
Pro lepší využití okolních pozemků dal roku 1711 hrabě Jiří Adam z Martinic v sousedství zpustlé vsi založit hospodářský dvůr, nazvaný po majitelích panství - Martinice. Lze předpokládat, že rozvaliny Humniště při tom posloužily i jako zdroj části stavebního materiálu. Ještě v prvních letech 20. století pozoroval Ferdinand Velc při pořizování Soupisu památek stopy zdí pusté vsi, ty však později beze stopy zanikly, když jednotné zemědělské družstvo rozšiřovalo martinický dvůr a zastavělo novými hospodářskými budovami téměř celé prostranství až po okraj tvrziště.

## Popis
Jediné, co do současnosti zůstalo z někdejšího Humniště, jsou skrovné zbytky tvrze v podobě příkopu a základů rozpadlého zdiva. Na samém východním konci ostrohu stával palác, obdélná budova rozměrů 13 × 8 m; před ním se nacházelo malé nádvoří. Na západní straně, kde je terén rovinatý, chránila tvrz hradba a podkovovitý suchý příkop o šíři zhruba 10 m, v současnosti patrný jako asi 1,5 m hluboká sníženina. Z ostatních stran poskytoval přirozenou ochranu strmě se svažující terén a příkopu zde nebylo zapotřebí, postačovala hradba. Vstup do tvrze býval pravděpodobně od severozápadu, jak naznačují základy dvojice okrouhlých staveb průměru 6,5 m, které se dochovaly na severní straně tvrziště. Ferdinand Velc je považoval za bašty, zatímco Lukáš Vytlačil je vykládá jako pozůstatky vstupní brány. Z opevnění jižní strany nezůstalo nic, neboť bylo v minulosti rozvezeno na stavební materiál; zřetelný je zde zbytek novověkého náspu, který k jeho odvozu sloužil.